# Polityka finansowa
Polityka finansowa – określanie celów, które mają zostać osiągnięte w ramach realizacji gospodarki finansowej przy wykorzystaniu metod, narzędzi i sposobów działania wyznaczonych do osiągnięcia tych celów.
Politykę finansową mogą realizować różne jednostki gospodarujące, a treść polityki finansowej zależy od podmiotu, który prowadzi gospodarkę finansową. Biorąc za podstawę ten rodzaj podejścia, mówi się o jej mikroekonomicznym i makroekonomicznym charakterze. Pierwszy z nich dotyczy gospodarstw domowych oraz przedsiębiorstw i prowadzonej przez nich polityki finansowej. Drugi odnosi się do działań państwa.
Polityka finansowa gospodarstw domowych koncentruje się na osiąganiu dochodów poprzez pracę czy udostępnianie własnych kapitałów i zarządzaniu konsumpcją, tj. regulowaniu struktury wydatków konsumpcyjnych. Polityka finansowa przedsiębiorstw na ogół koncentruje się na zwiększaniu wartości przedsiębiorstwa poprzez aktywne zarządzanie jego majątkiem, efektywnością produkcji oraz przepływami finansowymi. Polityka finansowa gospodarstw domowych oraz przedsiębiorstw koncentruje się na ich jednostkowych celach, stąd nadaje się im charakter mikroekonomiczny.
Charakter makroekonomiczny polityki finansowej państwa wynika z rodzaju celów i instrumentów ich realizacji. Polityka finansowa wyraża umiejętność gromadzenia i wydatkowania publicznych środków pieniężnych dla realizacji celów społecznych i gospodarczych. Jest to świadoma działalność organów i instytucji państwa, polegająca na określaniu celu swojej działalności oraz optymalnych rozwiązań (środków) dla osiągnięcia tych celów.
Wśród celów polityki finansowej wyróżnia się: strategiczne (nadrzędne) lub odcinkowe (drugorzędne), krótko- lub długookresowe, a także dotyczące gromadzenia (pasywów) lub wydatkowania (aktywów). Muszą one jednocześnie spełniać następujące kryteria: realności, niesprzeczności, jasności, akceptowalności. Samą politykę finansową państwa można podzielić na politykę fiskalno-budżetową (rozwijaną przez rząd) oraz politykę monetarną (za którą odpowiedzialny jest bank centralny), w skład której wchodzi polityka pieniężna i polityka kursu walutowego.